# Nibea maculata
Nibea maculata är en fiskart som först beskrevs av Bloch och Schneider, 1801.  Nibea maculata ingår i släktet Nibea och familjen havsgösfiskar. Inga underarter finns listade i Catalogue of Life.